# Poa glaberrima
Poa glaberrima là một loài cỏ trong họ hòa thảo, thuộc chi poa.